# Makoto Yukimura

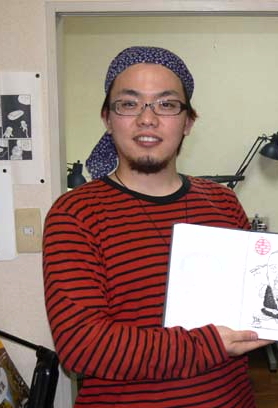
Makoto Yukimura 2006

Makoto Yukimura (jap. 幸村 誠, Yukimura Makoto; * 8. Mai 1976 in Yokohama) ist ein japanischer Mangaka (Comiczeichner).
Sein Debüt als Manga-Zeichner machte er 1999 mit Planetes in der Morning, einem japanischen Manga-Magazin, das sich dem Seinen-Genre widmet. Die Serie, die im Jahre 2074 spielt, wurde zu einem großen Erfolg, erschien in vielen Sprachen und diente 2003 als Vorlage für einen Anime. Seit 2005 arbeitet Yukimura an der Wikingergeschichte Vinland Saga.
2002 erhielt er für Planetes den 33. Seiun-Preis, eine Auszeichnung für herausragende Science-Fiction-Werke. 2012 wurde er für Vinland Saga mit dem Kōdansha-Manga-Preis in der Allgemeinen Kategorie ausgezeichnet.

## Werke
- Planetes (プラネテス, Puranetesu; 1999–2004, 4 Bände)
- Sayōnara ga Chikai no de (さようならが近いので; 2004)
- Vinland Saga (ヴィンランド・サガ, Vinrando Saga; 2005 bis jetzt, in Japan bisher in 26 Bänden erschienen)